# 多紀皇女
多紀皇女（約686年以前─759年，即卒於天平寶字三年農曆正月二十五日），又稱託基皇女、當耆皇女，天武天皇之女，齋王。母親是肉人臣大麻呂之女榖媛娘，同母兄忍壁皇子、磯城皇子，同母姊泊瀨部皇女。
最早關於多紀皇女的生平記錄，是《日本書紀》記載她在朱鳥元年（686年）農曆四月二十七日與山背姬王、石川夫人探訪當時出仕伊勢神宮的齋王大來皇女。698年，她被選定為下任伊勢神宮齋王，但卻突然在701年1月被解職。
回京城後與志貴皇子成婚，並誕下春日王。此後她一直和志貴皇子一起生活，直至志貴皇子於靈龜二年（716年）8月11日去世為止。天平二十一年（749年）敘位一品，759年去世，享壽73歲以上。